# 快速存取记录器
快速存取记录器（英語：quick access recorder，缩写QAR）是一种机载飞行数据记录仪，设计目的是提供快速、方便的方式存取原始飞行数据，例如通过USB或蜂窝网络连接，和/或使用标准記憶卡。QAR常被航空公司用于提高飞行安全和运行效率，通常属飞行品质监控计划的一部分。与飞机的飞行数据记录仪（FDR）相同，QAR从飞行数据采集单元（FDAU）接收输入，记录超过2000项飞行参数。QAR可使用比FDR更高的采样率，并且在某些情况下记录周期更长。与FDR不同的是，QAR通常不是国家民用航空管理局要求的商业航班必备设备，并且不是为事故调查所设计，通常比较脆弱。尽管如此，部分QAR曾在事故中幸存，并且提供了FDR记录范围外的有价值信息。